# Pager Lor
Pager Lor is een bestuurslaag in het regentschap Pacitan van de provincie Oost-Java, Indonesië. Pager Lor telt 3274 inwoners (volkstelling 2010).